# Scotolemon lespesi
Scotolemon lespesi is een hooiwagen uit de familie Phalangodidae.